# 2015年費城火車出軌事故
2015年費城火車出軌事故，是指於美國東部時間2015年5月12日，在賓州費城里奇蒙港附近所發生的重大火車出軌事故。一輛由華府往紐約的美鐵（Amtrak）188次載客列車，在行經該地時，疑似因轉彎時時速超過100英里（160），導致車速過快而出軌。已知事故至少造成8人死亡，超過200人受傷，其中11人重伤。事故主因為列車駕駛失去狀態意識。本次事故是於法蘭克福樞紐發生的第二起事故，也是東北走廊線上繼1987年巴爾的摩撞車事故以來死亡人數最多的事故。

## 事件經過
美國國鐵 Regional Rail 188次載客列車由一節使用年齡為一年的ACS-64型電力機車牽引，掛有7節乘客車廂。該列車定於5月12日晚19:10於華盛頓聯合車站始發，21:06分抵達費城三十街車站，再於21:09分出發，10:34分抵達紐約賓夕法尼亞車站。於費城始發時，車上有238名乘客與5名工作人員，共計243人。列車司機為Brandon Bostian。出軌前65秒，列車於60mph（97km/h）行駛並於出軌前16秒加速至90mph（140km/h）。21:23分時，列車以102mph（164km/h）進入彎道。此時司機開始使用緊急制動裝置，但是列車前端開始抖動，緊接著出軌停下。全車所有車廂包括機車頭與7節乘客車廂全部脫軌，其中三節車廂翻滾傾覆。

## 後續
事件發生後，部分乘客自行離開車廂，但亦有部分乘客受困並需要使用切割工具救出。一台起重機之後被送到，並用於吊起翻滾的車廂以尋找倖存者。超過200名乘客被附近的天普大學醫院等醫療機構收治。絕大多數乘客僅受到輕微割傷與挫傷，但仍有11人重傷，7人當場死亡，另有一人於送天普大學醫院後不治身亡。司機布蘭登頭部與腿部受傷，並有輕微腦震盪，但仍然倖存。宾夕法尼亚州东南地区交通局（SEPTA）共動用了15輛巴士以轉移受此次事故影響的乘客。
受此事件影響，美國國鐵東北走廊全線停運至5月15日，並停運紐約至費城段至5月18日。

## 事件調查
美國國家運輸安全委員會（NTSB）領導本次事件調查。事件發生時，聯邦調查局於初期亦有參與調查行動，但很快發表聲明稱沒有證據顯示此次事故與恐怖襲擊有關。於5月15日的記者會中，NTSB提出該列車可能於脫軌前被不明物體擊中。當晚的無線電通訊中有另兩起行駛中列車於費城北部事故地點附近區域被擊中的報告，其中一起發生在另一列美國國鐵列車上，另一起則發生在一列SEPTA列車上。列車的前擋風玻璃處有一拳頭大小圓形撞擊坑，該擋風玻璃已送交聯邦調查局調查。
2016年5月17日的聽證會上，美國國家運輸安全委員會報告稱，導致出軌的主要原因是列車駕駛失去了狀態意識，可能是由於附近一列遭遇緊急情況的SEPTA列車的無線電通話分散了注意力。隨後有人向SEPTA列車的擋風玻璃投擲石塊，造成擋風玻璃碎裂，限制了列車車長視野。這種分心導致操作員以為列車行駛過彎道了，因此在彎道前而非彎道後加速列車。委員會的結論是，如果這條鐵路線裝有主動列車控制系統（PTC），就能識別並應用適當的車速限制，這起事故就完全可以避免，委員會主席Christopher A. Hart呼籲聯邦鐵路監管機構「立即終止PTC可預防的傷亡事故」。

## 外部連結
40°00′05″N 75°05′41″W / 40.001356°N 75.094611°W